# Шушерин, Александр Александрович
Александр Александрович Шушерин  (1774—1838) — статский советник, председатель Саратовской палаты уголовных дел.

## Биография
Родился в 1774 г. и происходил из дворян Нижегородской губернии. В 1783 г. был записан на службу капралом в лейб-гвардии Конный полк и в 1789 г. пожалован в поручики и кавалергарды, с зачислением в Суздальский пехотный полк. В 1792 г. он по собственному желанию переведен был в один из полков Финляндской дивизии, а через два года в чине капитана вышел в отставку и поселился в своем родовом имении Кинешемского уезда.
Здесь в 1797 г. Шушерин был назначен исправником; на ту же должность он был переведен в следующем году в Юрьевский уезд; в 1804 г. назначен был городничим г. Горбатова, Нижегородской губернии, а с 1806 г. состоял городничим же в Макарьеве.
Дальнейшее повышение Шушерина по службе началось в 1817 г., когда он в чине коллежского советника назначен был полицеймейстером в Воронеж. Здесь он вскоре снискал расположение губернатора Снурчевского, который в 1819 г. стал хлопотать о назначении Шушерина куда-либо губернским прокурором; но министр юстиции отказал в его ходатайстве на том основании, что y Шушерина, как бывшего военного, не может быть достаточного знания законов. Тогда Шушерин обратился за содействием к брату министра Я. И. Лобанову-Ростовскому и А. И. Чернышёву, лично хорошо ему знакомым, и, благодаря рекомендации последнего, в декабре 1820 г. назначен был прокурором в войсковую канцелярию войска Донского.
Через три года затем он был переведён председателем департамента уголовной палаты в Казань, а в 1827 г. определён председателем в Саратовскую палату уголовного суда, где и прослужил до выхода в отставку. В Саратове же Шушерин неоднократно исполнял обязанности вице-губернатора, а в 1830 г., во время свирепствовавшей там холерной эпидемии — и обязанности гражданского губернатора, причём за услуги, оказанные в борьбе с эпидемией, удостоился Высочайшей благодарности.
Последнее время, однако, своей службы здесь Шушерин не ладил с саратовским губернатором Переверзиным, находя, что последний слишком снисходительно относился к неисправным чиновникам и к раскольникам. Исполняя сам временно (с 24 декабря 1835 г. по 14 февраля 1836 г.) должность начальника губернии, Шушерин удалил от должностей всех раскольников, служивших по выборам (в том числе и саратовского городского голову Шатова). и, опасаясь затем мести с их стороны, тогда же просил гр. Бенкендорфа о заступничестве «против сильных сектантов» и переводе на другую должность. Бенкендорф передал просьбу Шушерина министру юстиции, который и обещал её уважить; но в начале 1837 г. до сведения его доведено было о разных «неблагонамеренных действиях по службе» Шушерина. На запрос, сделанный по этому поводу управляющим министерством юстиции Д. Н. Блудовым, гр. Бенкендорф ответил, что Шушерин «слывёт в Саратовской губернии за человека криводушного, корыстного и глупого». Вслед за тем Шушерин был вынужден подать в отставку; хлопотал ещё некоторое время о принятии его вновь на службу, но безуспешно и вскоре умер, в 1838 г.